# Miloš Weingart
Miloš Weingart (21. listopadu 1890 Praha-Nové Město – 12. ledna 1939 Praha) byl český jazykovědec, slavista, bohemista, bulharista, slovakista, byzantolog, literární historik, překladatel, publicista, editor staroslověnských a církevněslovanských památek a vysokoškolský pedagog.

## Život
V letech 1909–1913 vystudoval klasickou a slovanskou filologii a srovnávací jazykozpyt na Filozofické fakultě Univerzity Karlovy, souběžně (1910–1914) pracoval jako knihovník Slovanského semináře FF UK, v závěru studia (1913) získal doktorát filozofie.
V letech 1914–1918 působil jako profesor reálného gymnázia v Praze–Smíchově, paralelně byl od roku 1915 až do 1918 vedoucím Kanceláře Slovníku jazyka českého ČAVU. Po habilitaci v roce 1919 byl jmenován soukromým docentem pro obor slovanské filologie na FF UK (1919–1921), v tomto období rovněž vykonával funkci sekretáře Extenze českých vysokých škol pražských a externě vyučoval na Státní konzervatoři v Praze.
Po založení Univerzity Komenského v Bratislavě již jako řádný profesor slovanské filologie působil na tamní filozofické fakultě (1921–1926), ve funkčním období 1924–1925 stál v jejím čele jako děkan, v následujících letech se stal rektorem (1925–1926) a prorektorem (do 31. prosince 1926) bratislavské univerzity. Počátkem roku 1927 se vrátil jako řádný profesor srovnávacího jazykozpytu slovanského a staroslověnštiny na FF UK v Praze, kde přednášel až do své smrti v roce 1939. I zde vykonával akademické funkce, děkanem FF UK byl v letech 1930–1931, proděkanem 1931–1932. Patřil k zakládajícím členům Pražského lingvistického kroužku, v roce 1934 na své členství rezignoval.

## Dílo
V jeho rozsáhlé akademické, badatelské, publicistické, ediční a organizační činnosti zaujímaly nejdůležitější místo práce paleoslovenistické s akcenty mluvnickými, lexikologickými, literárně historickými a textologickými. Zabýval se rovněž srovnávacím slovanským jazykozpytem, studiem byzantsko-slovanských vztahů, zajímal se o zvukovou kulturu spisovného jazyka i hudební stránku mluvené řeči. Vedle řady studií z oblasti bohemistiky, slovakistiky a bulharistiky věnoval pozornost dějinám a organizaci slavistiky, k jejímž předním a výrazným osobnostem v období mezi dvěma světovými válkami patřil.

### Členství ve vědeckých společnostech a institucích
- Předseda odboru pro slovanskou filologii při Československé národní radě badatelské
- Předseda Slovenského odboru Československého státního ústavu pro lidovou píseň
- Předseda odboru Společnosti pro slovanský jazykozpyt v Praze
- Člen Comité international des études byzantines
- Člen The Philological Society
- Člen Učené společnosti Šafaříkovy
- Člen Pravopisné komise při České akademii věd a umění
- Člen Slovanského ústavu v Praze a dlouholetý předseda jeho duchovědného výboru
- Člen Klubu moderních filologů
- Člen Jednoty českých filologů
- Člen výboru Extenze českých vysokých škol v Praze
- Jednatel Komise pro vydávání spisů Josefa Dobrovského při Královské české společnosti nauk
- Redaktor Příručního slovníku jazyka českého, revue Byzantoslavica, Časopisu moderní filologie, Sborníků a Spisů FF Univerzity Komenského (v době jeho slovenského pobytu).

### Ocenění
- Mimořádný člen České akademie věd a umění (od 26. listopadu 1924)[3][6]
- Mimořádný člen Královské české společnosti nauk (od 1926, dopisujícím členem zvolen 7. 1. 1925)[3]
- Komandér bulharského řádu Za narodna zasluga[4]

### Výběrová bibliografie
- Počátky bogomilství, prvního opravného hnutí u Slovanů (Praha 1913)
- Slovník jazyka českého (Praha 1916) Dostupné online
- Vývoj českého jazyka (Praha 1918, 1920)
- Srovnávací mluvnice jazyků slovanských (Praha 1919, 1923)
- Přehled literatury bulharské (Praha 1919)
- Jaroslav Vrchlický (Praha 1920)
- Staroslověnské časování (Praha 1921, 1928)
- Byzantské kroniky v literatuře církevněslovanské I.–II. (Bratislava 1922, 1923)
- Problémy a methody české literární historie (Bratislava; Turčiansky Svätý Martin, 1922)
- Příspěvky ku studiu slovenštiny (Bratislava 1923)
- Příspěvky ke studiu staroslovenštiny (Bratislava 1923)
- Dobrovského Institutiones I.–II. (Bratislava 1923, 1925)
- Slavjanskoto edinstvo (Sofie, 1924)
- O podstatě slovanské filologie (Bratislava 1924)
- Sto knih slavistových : bibliograficko-informační přehled o dnešním stavu slavistiky (Bratislava 1924)
- Slovanská vzájemnost (Bratislava 1926)
- Časování staroslověnské s výkladem slovesných kmenů a tvarů praslovanských I.–II. (Praha 1927, 1928, souborně 1930)
- Skloňování jazyka staroslověnského s úvodem do staroslověnské mluvnice (Praha 1927)
- O slovníku jazyka staroslověnského (Krakov 1927)
- Slovanská filologie na Karlově universitě v letech 1918–1929 (Praha 1929)
- Výklad praslovanského skloňování doplňkem k přednáškám o skloňování staroslověnském (Praha 1930, 1932)
- Slovanské stati (Praha 1932)
- Spisovná čeština a jazyková kultura (s Bohuslavem Havránkem, Praha 1932)
- Český jazyk v přítomnosti (Praha 1934)
- První česko-církevněslovanská legenda o svatém Václavu : rozbor filologický (Praha 1934)
- Analyse philologique des legendes slaves de Constantin et de Méthode (Sofie 1935)
- Rukověť jazyka staroslovanského I.–II. (Praha 1937, 1938)
- Slovanské spisovné jazyky (Praha 1937)
- Nejstarší slovanská legenda o svatém Václavu (Praha 1940)
- Texty ke studiu jazyka a písemnictví staroslověnského (Praha 1938, 1949)
- Československý typ cirkevnej slovančiny : jeho pamiatky a význam (Bratislava 1949)